# Cors y Gedol
Der Cairn von Cors y Gedol liegt an den Hängen des Moelfre, auf einem unregelmäßigen Plateau nahe der Küste, östlich der Dolmen von Dyffryn Ardudwy zwischen Barmouth und Harlech in Gwynedd in Wales. Der lokale Name der jungsteinzeitlichen Anlage ist Coetan Arthur (nicht zu verwechseln mit dem ähnlichen Arthur’s Quoit in Pembrokeshire). 
Es ist ein beschädigtes Portal Tomb in den Überresten eines Cairns von ursprünglich rund 26,0 Metern Länge, mit einem etwas verstürzten etwa 3,6 × 3,0 m messenden 0,45 m dicken Deckstein, der sich auf zwei kleine Stützsteine lehnt. Das Cairnmaterial ist zum größten Teil abgetragen. Die Anlage wurde von William Stukeley (1687–1765) skizziert.
Es gibt andere neolithische Megalithanlagen in diesem Bereich, darunter das Portal Tomb Gwern Einion und Dyffryn Ardudwy und Meini Hirion.